# Augustin de Robespierre
Pour les articles homonymes, voir Robespierre et Robespierre (homonymie).
Augustin Bon Joseph de Robespierre, communément nommé Augustin Robespierre, ou Robespierre le Jeune, est un avocat et un homme politique français, député de Paris à la Convention nationale en compagnie de son frère aîné Maximilien, né à Arras le 21 janvier 1763 et mort guillotiné à Paris le 28 juillet 1794.

## Un avocat arrageois
Né à Arras le 21 janvier 1763,,,, Augustin est le quatrième d'une famille de cinq enfants. Son père, Maximilien-Barthélémy-François de Robespierre, avocat au Conseil supérieur d'Artois et veuf inconsolé, abandonne ses enfants pour s'établir dans l'Électorat de Bavière, où, selon certaines versions, il meurt en 1777.
La mère, Jacqueline-Marguerite Carraut, fille d'un brasseur, est décédée en 1764, alors que les enfants étaient en bas âge : l'aîné, Maximilien, n'avait que six ans, Charlotte quatre ans et Augustin un an. Les deux garçons sont recueillis par leur grand-père maternel, Jacques Carraut. Tandis que Maximilien part en 1769 pour Paris, où il entre à Louis-le-Grand, Augustin étudie au collège de Douai, avant de bénéficier, en 1781, de la bourse de son aîné ; il entre en classe de rhétorique à Louis-le-Grand, et en sort après ses études de droit. L'historien Hervé Leuwers précise que l'étudiant reçoit, comme son frère avant lui, une gratification du collège Louis le Grand, pour le récompenser de ses études ; d'une somme de 300 livres, la gratification est votée le 20 décembre 1787 (1782-1787). Après l'obtention de sa licence, enregistrée le 2 août 1784, et de sa maîtrise des arts, il suit des études juridiques à la faculté de droit. En 1786, il présente à Target son projet de présenter un éloge de Louis XII à l'Académie française.
Le destin d'Augustin est étroitement lié à celui de son frère. Il le suit dans ses idées et, bénéficiant de la popularité de ce dernier, entame lui aussi une carrière politique, d'abord à Arras puis à Paris.
Devenu, comme son frère, avocat au Conseil supérieur d'Artois à Arras à la veille de la Révolution, il adopte ses idées révolutionnaires et le seconde dans sa campagne lors des élections du Tiers état de l'Artois, allant « de village en village quêter les suffrages » selon l'abbé Proyart,. Puis, il participe à la fondation, le 17 avril 1790, de la Société des Amis de la Constitution d'Arras, dont il est élu président en avril 1792. En mars 1791, il est administrateur du département du Pas-de-Calais,.

## Le conventionnel
Après la journée du 10 août 1792, il devient procureur syndic de la commune d'Arras,. Puis il est élu, le 16 septembre dix-neuvième sur vingt-quatre, député de Paris à la Convention nationale, par 392 voix sur 700 votants. Comme son frère Maximilien, il siège sur les bancs des Montagnards et adhère au club des Jacobins.
Lors du procès de Louis XVI, il vote la culpabilité du roi, contre l'appel au peuple, pour la peine de mort et contre le sursis. Il demande que la dépouille de Mirabeau soit enlevée du Panthéon de Paris, vote le 13 avril avec une minorité de montagnards contre la mise en accusation de Marat, demandée par la Gironde, et s'oppose à la création d'une garde pour la Convention. Le 20 avril, il intervient contre cette « faction » aux Jacobins, appelant les sections parisiennes à faire pression sur la Convention contre les « députés infidèles »,.
Il vote contre le rapport du décret ayant cassé la Commission des Douze et, le 2 juin 1793, pour l'arrestation des Girondins,.
Le 19 juillet 1793, un décret de la Convention l'envoie en mission à l'armée d'Italie avec Baille, Barras et Beauvais. Un second décret en date du 21 juillet ayant également nommé Ricord, les deux hommes reçoivent du Comité des inspecteurs de la salle 6 000 livres pour frais de mission le 23 juillet.
Durant leur voyage, à la mi-août, ils échappent de justesse à des fédéralistes marseillais à Manosque, qui prennent le contrôle de la ville grâce à des complicités locales, alors qu'ils se disposent à passer la Durance. Contraints d'abandonner leur voiture, ils fuient à cheval en direction de Forcalquier, chef-lieu du district, puis de Sault. Leur voiture est séquestrée près de l'auberge, où elle était installée au moment de la fuite des deux représentants, puis transportée à Marseille. Quand un détachement fidèle à la Convention contraint les fédéralistes à se retirer, les commissaires ne déclenchent aucune répression particulière, mais réclament la restitution de leur voiture. Toutefois, avant de la rendre, les sectionnaires marseillais l'ont démontée, dans l'espoir d'y découvrir une planche à assignats. Par représailles, Robespierre et Ricord ordonnent à la municipalité de verser sans délai 30 000 livres « à compte des objets volés et des dépenses extraordinaires occasionnées au trésor public par le déplacement de la force armée requise pour ramener l'ordre à Manosque et faire respecter la volonté générale de la nation ». Cette somme correspond essentiellement à l'entretien des hommes en armes venus repousser les fédéralistes, plutôt qu'au remboursement des dégâts subis par les voitures des représentants, et ressort d'une tradition punitive qui plonge ses racines dans les usages des siècles précédents,,.
Arrivé à Nice en septembre, le cadet des Robespierre est confirmé dans sa mission par le décret du 8 brumaire an II (29 octobre 1793).
En novembre, lors du siège de Toulon, il signale au Comité de salut public l'incapacité de Carteaux, qui est remplacé par Dugommier. En décembre, il distingue Bonaparte, dont il vante les mérites, et joue un rôle crucial dans sa promotion comme général de brigade.
Quittant Toulon quelques heures après l'entrée des troupes républicaines dans la ville, Robespierre rentre à Paris sans prévenir Barras et Fréron - seuls Ricord et Saliceti sont prévenus. Ce retour précipité, qui a provoqué inquiétude et colère du côté de Barras et Fréron, a été diversement expliqué, comme une volonté soit de dénoncer la répression expéditive planifiée par Barras et Fréron, soit de s'assurer la direction de la campagne d'Italie, qui devait suivre la pacification de la Provence. Durant son séjour dans la capitale, entre la fin de décembre 1793 et le début de janvier 1794, Robespierre intervient à la Convention le 12 nivôse (1er janvier 1794) pour décrire le martyre de Baille et Beauvais, capturés par les fédéralistes lors du déclenchement de l'insurrection de Toulon, publiquement humiliés et emprisonnés, ainsi que le suicide de Baille. L'assemblée le choisit comme secrétaire. Puis, le 5 janvier, aux Jacobins, il reproche à Hébert de nuire à la Révolution en défendant le mouvement déchristianisateur,,,.
Un arrêté du Comité de salut public l'envoie le 6 pluviôse an II (25 janvier 1794) dans les départements de la Haute-Saône (où Bernard de Saintes laisse agir les ultra-révolutionnaires), du Doubs et du Jura. Présent en Haute-Saône depuis le 28 nivôse an II (17 janvier 1794), il remplit cette mission jusqu'au 27 pluviôse an II (15 février 1794).
Durant ses cinq semaines de mission en Haute Saône, sa principale action est de faire libérer tous les prisonniers, hommes et femmes, détenus comme ennemis de la République, à Vesoul, Lure, Gray, Menoux et Faverney, dont un grand nombre avait été interné pour leurs opinions religieuses. Puis il se rend à Nice, où il accompagne l'armée d'Italie au-delà des Alpes, à Oneille, puis dans le Piémont,,.

## Le 9 thermidor
De retour à Paris au début de messidor an II (fin juin 1794), il est approché par Guffroy et Antoine-Joseph Buissart, pour obtenir le rappel de Joseph Lebon, qu'il déteste. Convaincu peut-être par son frère, Maximilien intervient auprès de ses collègues du Comité de salut public, qui décident son retour à Paris le 22 messidor. Il se lie avec Joseph Fouché, qui souhaite épouser sa sœur Charlotte. Maximilien, qui n'apprécie guère Fouché, s'oppose à ce projet et aux souhaits de son frère.
Cependant, lorsque, le 9-Thermidor, à la Convention, le député montagnard de l'Aveyron Louis Louchet demande le décret d'arrestation contre son frère Maximilien, Augustin, alors qu'il n'est pas nommé, s'écrie : « Je suis aussi coupable que mon frère. Je partage ses vertus, je veux partager son sort, je demande aussi le décret d'accusation contre moi », décret que fait voter immédiatement le député de la Charente-Inférieure Lozeau.
Conduit à la prison de la Force, il est libéré pendant la nuit par la Commune insurrectionnelle et rejoint l'Hôtel de Ville.
Quand les gendarmes fidèles à la Convention parviennent à pénétrer à l'intérieur de la Maison-Commune, il monte sur une fenêtre et se glisse sur la corniche, avant de se jeter la tête la première sur les premières marches du grand escalier. On le relève, mutilé et sanglant, mais toujours vivant. Transporté au comité civil de la section de la Maison-Commune sur une chaise, il parvient à déclarer que, s'il s'est précipité d'une des croisées de l'Hôtel de Ville, c'est pour échapper au pouvoir des «conspirateurs» ; que ni lui, ni son frère n'avaient manqué un instant à leur devoir envers la Convention ; qu'il était sans reproche ; que Collot ne désirait pas le bien de son pays ; que Carnot lui paraissait un conspirateur... Son état ne lui permettant plus de continuer, il s'interrompt. Après un moment de repos, il est soumis à un second interrogatoire, au cours duquel il dit qu'il regrette d'avoir été arraché de la Force ; qu'on lui avait rendu là un bien mauvais service ; que, dans sa prison, il attendait la mort avec la sérénité d'un homme libre ; qu'à la Commune, il avait parlé pour la Convention, et contre les conspirateurs qui la trompaient, avant d'être contraint de se taire à nouveau,.
Sur un ordre exprès de Barras, « en quelque état qu'il pût être », il est porté au Comité de sûreté générale. Dans la journée du 10 thermidor (28 juillet 1794), il est conduit devant le Tribunal révolutionnaire avec vingt-et-un autres mis hors la loi, pour une simple reconnaissance d'identité, avant d'être guillotiné, le jour même, avec notamment Maximilien, Saint-Just, Couthon et Hanriot sur la Place de la Révolution (aujourd'hui Place de la Concorde).
Il est guillotiné le second après Couthon.

## Bibliographie

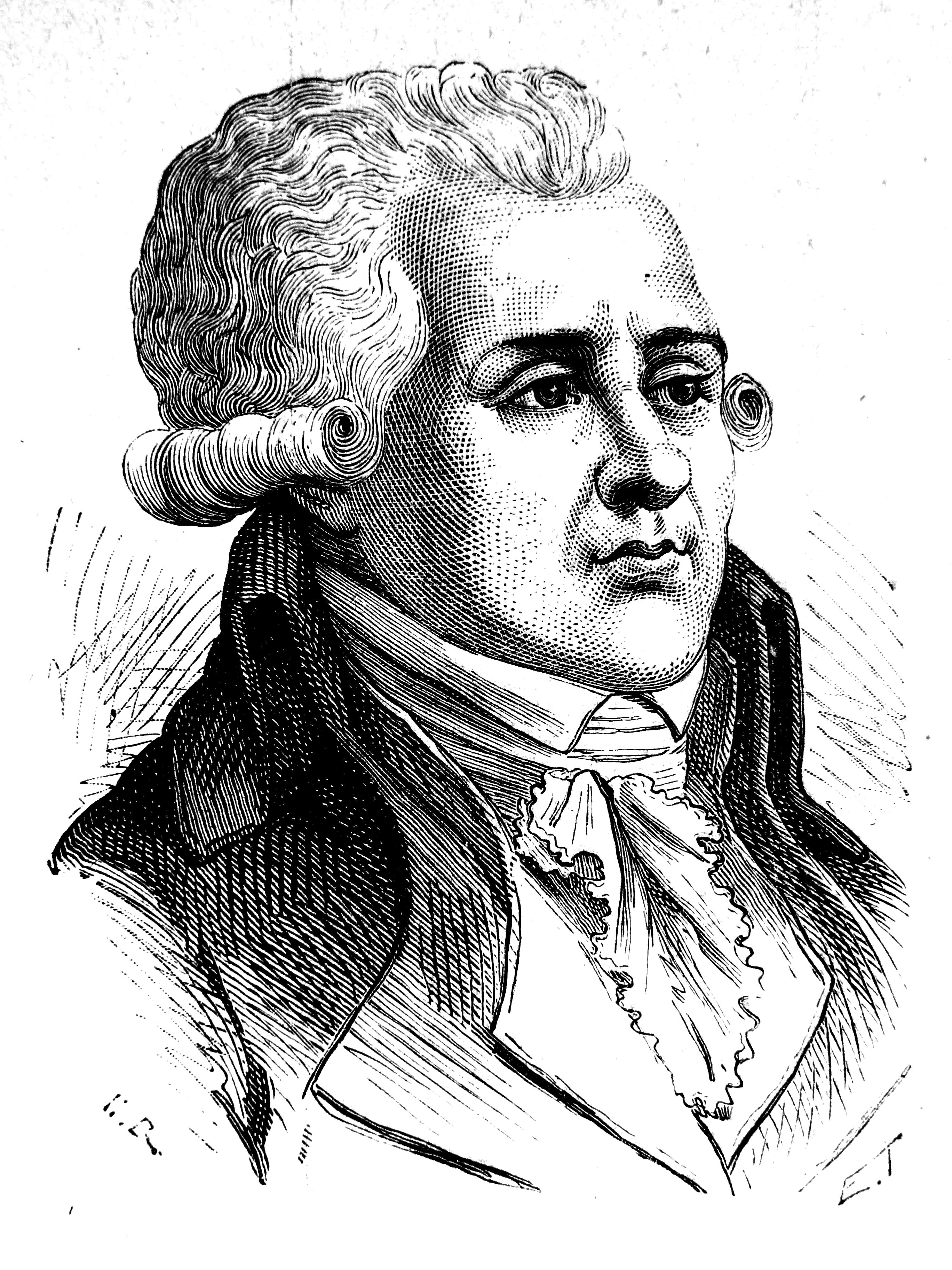
Portrait d'Augustin Robespierre. Gravure d'E. Thomas d'après un dessin de H. Rousseau, parue dans lAlbum du centenaire (1889).